# Kurebo
Kurebo este o arie protejată (arie specială de conservare — SAC, sit de importanță comunitară — SCI) din Suedia întinsă pe o suprafață de 2,9 ha, integral pe uscat.

## Localizare
Centrul sitului Kurebo este situat la coordonatele 57°58′56″N 13°27′00″E / 57.9822°N 13.45°E.

## Înființare
Situl Kurebo a fost declarat sit de importanță comunitară în iunie 2001 pentru a proteja 1 specie de animale. Situl a fost protejat și ca arie specială de conservare în martie 2011.

## Biodiversitate
Situată în ecoregiunea boreală, aria protejată conține 5 habitate naturale: Fânețe de joasă altitudine (Alopecurus pratensis, Sanguisorba officinalis), Mlaștini alcaline, Pajiști cu Molinia pe soluri calcaroase, turboase sau argilos-nămoloase (Molinion caeruleae), Pajiști fino-scandinave uscate până la mezice, bogate în specii de altitudine mică, Formațiuni ierboase bogate în specii de Nardus, dezvoltate pe substraturi silicioase în zone montane (și în zone submontane, în Europa continentală).
La baza desemnării sitului se află o specie protejată de  amfibieni: triton cu creastă (Triturus cristatus).